# S.T.A.L.K.E.R.
S.T.A.L.K.E.R. (Scavengers, Trespassers, Adventurers, Loners, Killers, Explorers and Robbers - em português: Carniceiros, Invasores, Aventureiros, Solitários, Assassinos, Exploradores e Ladrões) é uma série de jogos eletrônicos de survival horror tiro em primeira pessoa desenvolvida pela desenvolvedora ucraniana GSC Game World para Microsoft Windows. Os jogos são ambientados na área ao redor do local do desastre nuclear de Chernobyl, coloquialmente conhecida como a Zona, em uma realidade alternativa onde uma segunda explosão ocorre na Usina Nuclear de Chernobyl algum tempo depois da primeira e causa estranhas mudanças na área ao redor.

## Ambientação
Vagamente baseado no romance Piquenique na Estrada de Arkady e Boris Strugatsky e no filme de mesmo nome, Stalker de Andrei Tarkovsky, os jogos S.T.A.L.K.E.R. acontecem dentro da Zona, uma versão de história alternativa da Zona de Exclusão de Chernobyl . No mundo dos jogos, laboratórios experimentais foram feitos na Zona de Exclusão, o que permitiu aos cientistas experimentar habilidades psíquicas que surgiram após o desastre. A experimentação deles resultou em um segundo desastre, fazendo com que fenômenos físicos e meteorológicos se manifestassem em toda a Zona, bem como a mutação da fauna e de alguns humanos. A Zona está repleta de tais anomalias: entidades perigosas que aparentemente desafiam a física, tendo vários efeitos em qualquer objeto que entre nelas.
As anomalias também costumam produzir itens conhecidos como artefatos, objetos com propriedades físicas especiais, como antigravidade ou absorção de radiação. Pessoas conhecidas como stalkers entram na Zona na esperança de encontrar esses itens para ganho financeiro pessoal. Enquanto um grande número de stalkers trabalha sozinho, várias facções povoam a Zona, cada uma com suas próprias filosofias e objetivos. Por exemplo, a facção Duty acredita que a Zona é a maior ameaça à humanidade no planeta e tem a intenção de destruí-la por todos os meios possíveis; em contraste, a facção Freedom acredita que a Zona deve ser acessível a todos.
As Forças Armadas da Ucrânia mantêm um cordão de isolamento em torno da Zona, tentando impedir a entrada de qualquer pessoa não autorizada. Além disso, as unidades Spetsnaz Ucranianas conduzem rotineiramente operações especiais dentro da Zona, como ataques cirúrgicos contra perseguidores ou para proteger alvos específicos. Outras partes hostis dentro da Zona incluem humanos e outras criaturas que sofreram mutação após os dois desastres, muitos deles possuindo habilidades psiônicas agressivas.
Os protagonistas de cada jogo têm seus próprios objetivos separados dos das várias facções, porém são apresentadas oportunidades para ajudar nos planos das outras pessoas. Geralmente, o objetivo final de cada jogo envolve chegar ao centro da Zona, uma tarefa complicada pelas várias ameaças e perigos presentes lá.

## Enredo

### Shadow of Chernobyl(2007)
No primeiro jogo da série, o jogador assume o papel de um stalker amnésico conhecido como "O Marcado", que tem a tarefa de matar outro stalker chamado Strelok. No decorrer do jogo, o protagonista descobre pistas sobre seu passado e sua verdadeira identidade, enquanto ajuda outros perseguidores e luta contra as criaturas mutantes que habitam a Zona. Shadow of Chernobyl possui 7 finais. Esses finais dependem de vários fatores, como o dinheiro ganho durante o jogo, o apoio dado à certas facções ou o quanto da memória do protagonista foi reconstruída.

### Clear Sky(2008)
Clear Sky, o segundo jogo lançado da série, é uma prequela de Shadow of Chernobyl . O jogador assume o papel de Scar, um mercenário veterano. O único sobrevivente após uma enorme emissão de energia em que foi pego enquanto guiava um grupo de cientistas pela Zona, ele é resgatado e trabalha com a Clear Sky, uma facção dedicada a pesquisar e compreender a natureza da Zona. Ao longo do jogo, o jogador pode escolher deixar Scar do lado com ou contra certas facções na área para ajudar a atingir o objetivo da Clear Sky.

### Call of Pripyat(2009)
O terceiro jogo da série, Call of Pripyat acontece logo após os eventos de Shadow of Chernobyl. Tendo descoberto o caminho aberto para o centro da Zona, o governo decide controlá-lo através da "Operação Fairway", na qual pretende investigar minuciosamente o território antes de enviar a força militar principal. Apesar desses preparativos, a operação militar fracassa, com todos os helicópteros caindo. Para determinar a causa dos acidentes, o Serviço de Segurança da Ucrânia envia o ex-stalker Major Alexander Degtyarev para a Zona.

## S.T.A.L.K.E.R. 2
S.T.A.L.K.E.R. 2 foi anunciado em agosto de 2010, com uma data de lançamento inicial agendada para 2012. Sergiy Grygorovych, CEO da GSC Game World, especificou que o videogame apresentava um motor multiplataforma completamente novo, escrito pela própria GSC. Em 23 de dezembro de 2011, a GSC Game World anunciou que continuaria o desenvolvimento do S.T.A.L.K.E.R. 2, apesar de um anúncio anterior apontando para o seu cancelamento. No entanto, S.T.A.L.K.E.R. 2 foi cancelado mais uma vez pelo GSC Game World através de uma postagem no Twitter em 25 de abril de 2012.
O desenvolvimento de um novo S.T.A.L.K.E.R. 2 foi anunciado em 15 de maio de 2018 com uma postagem na página do jogo de RTS Cossacks 3 no Facebook. A postagem leva a um site que exibe o texto "S.T.A.L.K.E.R.2 2.0.2.1", sugerindo um ano de lançamento planejado de 2021 com a Unreal Engine 4. Em maio de 2018, Sergey Galyonkin, o criador do Steam Spy, twittou que o GSC Game World criaria um S.T.A.L.K.E.R. 2, usando a Unreal Engine 4 . Logo o site GSC mencionou que a empresa estava trabalhando no S.T.A.L.K.E.R. 2, e um site teaser apareceu mencionando a data de lançamento de 2021. Foi sugerido que o jogo ainda estava em fase de design, e foi anunciado pouco antes da E3 2018 para que pudesse encontrar uma publicadora.
Em 23 de março de 2020, GSC Game World publicou uma captura de tela do jogo em desenvolvimento, prometendo que compartilhariam novas informações sobre o jogo nos próximos meses.
Em 23 de julho de 2020, foi anunciado que o jogo será lançado em 2021 para Microsoft Windows e Xbox Series X/S, que será a primeira vez que a série estará em consoles.
Em 12 de janeiro de 2022 foi anunciado no twitter oficial da desenvolvedora que o jogo seria adiado para o fim de 2022. Além disso, devido à situação da Guerra na Ucrânia, o jogo mudou de nome e teve seu desenvolvimento interrompido indefinidamente.

## Jogos relacionados
Metro, outra série de jogos de tiro em primeira pessoa ucranianos baseados na literatura russa de ficção científica pós-apocalíptica, foi criado por alguns ex-membros da equipe de desenvolvimento de S.T.A.L.K.E.R. que partiram para formar a 4A Games em 2006 antes do lançamento de Shadow of Chernobyl .
A antiga equipe do S.T.A.L.K.E.R. 2 abriu um novo estúdio, Vostok Games, em 2012. Em 2015, eles lançaram um jogo de tiro em primeira pessoa multiplayer online gratuito intitulado Survarium no espírito da franquia, usando ideias que criaram para a sequência cancelada. Seu novo projeto é um jogo de batalha real(battle royale) ambientado em Chernobyl, intitulado Fear the Wolves.
Em 2014, a West-Games, que alegou ser composta por ex-desenvolvedores principais de S.T.A.L.K.E.R. (de acordo com GSC Game World e Vostok Games, falsamente) lançou uma campanha pelo Kickstarter para um sucessor espiritual de S.T.A.L.K.E.R. chamado primeiro Areal e, em seguida, S.T.A.L.K.E.R. Apocalypse. Embora tenha conseguido atingir sua meta de $50.000, várias preocupações foram levantadas ao longo da campanha sobre o projeto ser uma possível fraude, e o Kickstarter acabou suspendendo a campanha dois dias antes do prazo, por motivos não revelados.
Em 2019, Alexey Sityanov, ex-designer de jogos e escritor de histórias de Shadow of Chernobyl, Survarium e Sketch Tales, se juntou a The Farm 51 para trabalhar em seu projeto de Kickstarter, Chernobylite. O jogo apresenta jogabilidade e temas semelhantes aos jogos da série S.T.A.L.K.E.R, e a ambientação é baseada na zona real de exclusão de Chernobyl, feita por meio de medições fotogramétricas. Um novo stalker é introduzido no jogo como um antagonista, conhecido como Black Stalker. Chernobylite lançou a primeira versão de acesso antecipado do jogo em 16 de outubro de 2019 no Steam.

## Recepção
A série S.T.A.L.K.E.R. recebeu críticas geralmente favoráveis de sites de jogos. Em agosto de 2010, a franquia vendeu mais de 4 milhões de cópias.